# Palanpur
Palanpur (gudźarati: પાલનપુર, hindi पालनपुर)– miasto w Indiach, w stanie Gudźarat. W 2001 r. miasto to zamieszkiwało 110 383 osób.
W mieście rozwinęło się rzemiosło, a także przemysł metalowy.